# Marcos Felipe
Marcos Felipe de Freitas Monteiro (Linhares, 13 aprile 1996) è un calciatore brasiliano, portiere dell'Eyüpspor, in prestito dal Bahia.

## Carriera

### Nazionale
Nel 2013 è stato convocato dalla nazionale Under-17 brasiliana per disputare il Sudamericano Under-17 ed i Mondiali Under-17.
Nel 2014 ha vinto il Torneo di Tolone con la nazionale Under-21 brasiliana.
Nel 2015 è stato convocato dalla nazionale Under-20 brasiliana per disputare il Sudamericano Under-20 ed i Mondiali Under-20.

## Palmarès

### Competizioni statali
- Taça Rio: 1

Fluminense: 2020
- Campionato Carioca: 1

Fluminense: 2022
- Taça Guanabara: 1

Fluminense: 2022